# Alassane N'Dour
Alassane N'Dour (Dakar, 1981. december 12. – ) szenegáli válogatott labdarúgó. 

## Pályafutása

### Klubcsapatban
Dakarban született. A Saint-Étienne utánpótlásában nevelkedett, majd 2001 és 2004 között a felnőtt csapatban is szerepelt. 2004-ben Angliába szerződött a West Bromwich együtteséhez, ahol mindössze két mérkőzésen lépett pályára. 2004 és 2007 között Franciaországban játszott a Troyes csapatában. A 2007–08-as szezonban Angliában a Walsall, a 2009–10-es idényben Görögországban a Dóxa Drámasz játékosa volt.

### A válogatottban
2001 és 2002 között 9 alkalommal szerepelt az szenegáli válogatottban. Tagja volt a 2002-es afrikai nemzetek kupáján ezüstérmet szerzett válogatott keretének és részt vett a 2002-es világbajnokságon is.

## Sikerei, díjai
Szenegál
- Afrikai nemzetek kupája döntős (1): 2002